# ان‌جی‌سی ۶۷۵۱
ان‌جی‌سی ۶۷۵۱ (انگلیسی: NGC 6751) که با نام سحابی چشم درخشان نیز شناخته می‌شود، یک سحابی سیاره‌ای در صورت فلکی عقاب است. این سحابی توسط آلبرت مارت در ۲۰ ژوئیه ۱۸۶۳ کشف شد.